# Campeonato Sul-Americano de Corta-Mato de 1999
O 14º Campeonato Sul-Americano de Corta-Mato de 1999 foi realizado em Artur Nogueira, no Brasil, entre os dias 27 e 28 de fevereiro de 1999. Participaram da competição 89 atletas de oito nacionalidades. Na categoria sênior masculino Sérgio Correa Couto do Brasil levou o ouro, e na categoria sênior feminino Érika Olivera do Chile levou o ouro. A partir dessa edição a categoria juvenil passou a contar com atletas classificados como sub-18, respeitando assim as regras da IAAF. 

## Medalhistas
Esses foram os campeões da competição. 
| Evento                                  | Ouro                                 | Ouro  | Prata                                               | Prata | Bronze                                    | Bronze |
| --------------------------------------- | ------------------------------------ | ----- | --------------------------------------------------- | ----- | ----------------------------------------- | ------ |
| Individual                              |                                      |       |                                                     |       |                                           |        |
| Masculino sênior (12 km)                | Sérgio Correa Couto · Brasil         | 38:53 | Franklin Tenorio · Equador                          | 39:15 | William Vásquez · Colômbia                | 39:22  |
| Masculino sênior curta distância (4 km) | Valdenor Pereira dos Santos · Brasil | 12:21 | Juan José Cruz · Argentina                          | 12:22 | Freddy González · Venezuela               | 12:22  |
| Masculino júnior (8 km)                 | Jonathan Moraes Matos · Brasil       | 26:55 | Thiago Pereira Cecatto · Brasil                     | 26:58 | Ricardo Ariel Franzón · Argentina         | 27:03  |
| Masculino juvenil (4 km)                | Marcel Siefert · Chile               | 13:30 | Jeferson de Souza Sá · Brasil                       | 13:46 | Edson Moreira Barros · Brasil             | 13:46  |
| Feminino sênior (8 km)                  | Érika Olivera · Chile                | 29:48 | Maria Cristina Bernardo Vaqueiro Rodrigues · Brasil | 29:51 | Rosângela Raimunda Pereira Faria · Brasil | 29:58  |
| Feminino sênior curta distância (4 km)  | Érika Olivera · Chile                | 14:05 | Niusha Mancilla · Bolívia                           | 14:11 | María Paredes · Equador                   | 14:15  |
| Feminino júnior (6 km)                  | Lucélia de Oliveira Peres · Brasil   | 22:39 | Valquíria Silva Santos · Brasil                     | 23:17 | Keli Aparecida de Godoy · Brasil          | 23:38  |
| Feminino juvenil (3 km)                 | Michelli de Carvalho Inácio · Brasil | 11:32 | Débora Regina Gomes Ferraz · Brasil                 | 11:51 | Raphaela Ribeiro de Lima · Brasil         | 11:52  |
| Equipe                                  |                                      |       |                                                     |       |                                           |        |
| Masculino sênior                        | Brasil                               | 13    | Colômbia                                            | 15    |                                           |        |
| Masculino sênior curta distância        | Brasil                               | 10    | Argentina                                           | 21    | Venezuela                                 | 34     |
| Masculino júnior                        | Brasil                               | 7     | Colômbia                                            | 22    |                                           |        |
| Masculino juvenil                       | Brasil                               | 9     | Paraguai                                            | 24    |                                           |        |
| Feminino sênior                         | Brasil                               | 9     | Chile                                               | 16    |                                           |        |
| Feminino sênior curta distância         | Chile                                | 15    | Brasil                                              | 17    | Equador                                   | 30     |
| Feminino júnior                         | Brasil                               | 6     | Colômbia                                            | 20    |                                           |        |
| Feminino juvenil                        | Brasil                               | 6     |                                                     |       |                                           |        |

## Resultados da corrida

### Masculino sênior (12 km)
Individual
| Posição           | Atleta                      | Nacionalidade | Tempo |
| ----------------- | --------------------------- | ------------- | ----- |
| Medalha de ouro   | Sérgio Correa Couto         | Brasil        | 38:53 |
| Medalha de prata  | Franklin Tenorio            | Equador       | 39:15 |
| Medalha de bronze | William Vásquez             | Colômbia      | 39:22 |
| 4                 | Marilson Gomes dos Santos   | Brasil        | 39:24 |
| 5                 | Jacinto Navarrete           | Colômbia      | 39:25 |
| 6                 | Alejandro Semprún           | Venezuela     | 39:37 |
| 7                 | Luis Ochoa                  | Colômbia      | 39:39 |
| 8                 | Wellington Correia Fraga    | Brasil        | 40:00 |
| 9                 | José Telles de Souza        | Brasil        | 40:20 |
| 10                | Edson Pereira de Souza      | Brasil        | 40:41 |
| 11                | Ricardo dos Reis Maestrello | Brasil        | 41:06 |
| 12                | Juan Perea                  | Colômbia      | 42:30 |
| 13                | Ramón Aranda                | Paraguai      | 44:22 |
| —                 | Richard Arias               | Equador       | DNF   |

Equipe
| Sérgio Correa Couto           | 1    |
| Marilson Gomes dos Santos     | 4    |
| Wellington Correia Fraga      | 8    |
| (José Telles de Souza)        | (9)  |
| (Edson Pereira de Souza)      | (10) |
| (Ricardo dos Reis Maestrello) | (11) |

| William Vásquez   | 3    |
| Jacinto Navarrete | 5    |
| Luis Ochoa        | 7    |
| (Juan Perea)      | (12) |

* Nota: Os atletas entre parênteses não pontuaram para o resultado da equipe.

### Masculino sênior de curta distancia (4 km)
Individual
| Posição           | Atleta                       | Nacionalidade | Tempo |
| ----------------- | ---------------------------- | ------------- | ----- |
| Medalha de ouro   | Valdenor Pereira dos Santos  | Brasil        | 12:21 |
| Medalha de prata  | Juan José Cruz               | Argentina     | 12:22 |
| Medalha de bronze | Freddy González              | Venezuela     | 12:22 |
| 4                 | Israel dos Anjos             | Brasil        | 12:28 |
| 5                 | Márcio Ribeiro da Silva      | Brasil        | 12:30 |
| 6                 | João Carlos Leite            | Brasil        | 12:33 |
| 7                 | Richard Arias                | Equador       | 12:34 |
| 8                 | Javier Carriqueo             | Argentina     | 12:35 |
| 9                 | José Carlos Dias de Oliveira | Brasil        | 12:35 |
| 10                | Wellington Correa Fraga      | Brasil        | 12:43 |
| 11                | Ricardo Ariel Franzón        | Argentina     | 12:56 |
| 12                | Leonardo Malgor              | Argentina     | 13:01 |
| 13                | José Gregorio López          | Venezuela     | 13:01 |
| 14                | José Alberto Mansilla        | Argentina     | 13:23 |
| 15                | Antonio Ibañez               | Argentina     | 13:27 |
| 16                | Ramón Aranda                 | Paraguai      | 13:31 |
| 17                | Carlos Barrientos            | Paraguai      | 13:47 |
| 18                | Néstor Nieves                | Venezuela     | 13:50 |
| 19                | Lucas Panadero               | Paraguai      | 14:04 |
| 20                | Mark Olivo                   | Venezuela     | 14:34 |
| 21                | Emigdio Delgado              | Venezuela     | 15:33 |

Equipe
| Valdenor Pereira dos Santos    | 1    |
| Israel dos Anjos               | 4    |
| Márcio Ribeiro da Silva        | 5    |
| (João Carlos Leite)            | (6)  |
| (José Carlos Dias de Oliveira) | (9)  |
| (Wellington Correa Fraga)      | (10) |

| Juan José Cruz          | 2    |
| Javier Carriqueo        | 8    |
| Ricardo Ariel Franzón   | 11   |
| (Leonardo Malgor)       | (12) |
| (José Alberto Mansilla) | (14) |
| (Antonio Ibañez)        | (15) |

| Freddy González     | 3    |
| José Gregorio López | 13   |
| Néstor Nieves       | 18   |
| (Mark Olivo)        | (20) |
| (Emigdio Delgado)   | (21) |

| Ramón Aranda      | 16 |
| Carlos Barrientos | 17 |
| Lucas Panadero    | 19 |

* Nota: Os atletas entre parênteses não pontuaram para o resultado da equipe.

### Masculino júnior (8 km)
Individual
| Posição           | Atleta                 | Nacionalidade | Tempo |
| ----------------- | ---------------------- | ------------- | ----- |
| Medalha de ouro   | Jonathan Moraes Matos  | Brasil        | 26:55 |
| Medalha de prata  | Thiago Pereira Cecatto | Brasil        | 26:58 |
| Medalha de bronze | Ricardo Ariel Franzón  | Argentina     | 27:03 |
| 4                 | Guilherme Pizzirani    | Brasil        | 27:11 |
| 5                 | Jonathan Monje         | Chile         | 27:20 |
| 6                 | Víctor Ocampo          | Colômbia      | 27:27 |
| 7                 | Jaime Baquero          | Colômbia      | 27:35 |
| 8                 | André Pereira da Silva | Brasil        | 27:52 |
| 9                 | Arbey Rivera           | Colômbia      | 28:03 |
| 10                | Jorge Cabrera          | Paraguai      | 29:59 |
| 11                | Williams Panadero      | Paraguai      | 30:47 |
| —                 | Dalton Luiz Barbosa    | Brasil        | DNF   |
| —                 | Valcy Pedo de Lima     | Brasil        | DNF   |

Equipe
| Jonathan Moraes Matos    | 1     |
| Thiago Pereira Cecatto   | 2     |
| Guilherme Pizzirani      | 4     |
| (André Pereira da Silva) | (8)   |
| (Dalton Luiz Barbosa)    | (DNF) |
| (Valcy Pedo de Lima)     | (DNF) |

| Víctor Ocampo | 6 |
| Jaime Baquero | 7 |
| Arbey Rivera  | 9 |

* Nota: Os atletas entre parênteses não pontuaram para o resultado da equipe.

### Masculino juvenil (4 km)
Individual
| Posição           | Atleta                     | Nacionalidade | Tempo |
| ----------------- | -------------------------- | ------------- | ----- |
| Medalha de ouro   | Marcel Siefert             | Chile         | 13:30 |
| Medalha de prata  | Jeferson de Souza Sá       | Brasil        | 13:46 |
| Medalha de bronze | Edson Moreira Barros       | Brasil        | 13:46 |
| 4                 | Vinícius José Campos Lopes | Brasil        | 13:46 |
| 5                 | Felipe Gonçalves Monteiro  | Brasil        | 13:50 |
| 6                 | Erick Molina               | Bolívia       | 14:41 |
| 7                 | Rubén Paniagua             | Paraguai      | 14:57 |
| 8                 | Gustavo López              | Paraguai      | 15:21 |
| 9                 | Alcides Fernández          | Paraguai      | 15:37 |
| —                 | Diego Augeor               | Paraguai      | DNF   |

Equipe
| Jeferson de Souza Sá        | 2   |
| Edson Moreira Barros        | 3   |
| Vinícius José Campos Lopes  | 4   |
| (Felipe Gonçalves Monteiro) | (5) |

| Rubén Paniagua    | 7     |
| Gustavo López     | 8     |
| Alcides Fernández | 9     |
| (Diego Augeor)    | (DNF) |

* Nota: Os atletas entre parênteses não pontuaram para o resultado da equipe.

### Feminino sênior (8 km)
Individual
| Posição           | Atleta                                     | Nacionalidade | Tempo |
| ----------------- | ------------------------------------------ | ------------- | ----- |
| Medalha de ouro   | Érika Olivera                              | Chile         | 29:48 |
| Medalha de prata  | Maria Cristina Bernardo Vaqueiro Rodrigues | Brasil        | 29:51 |
| Medalha de bronze | Rosângela Raimunda Pereira Faria           | Brasil        | 29:58 |
| 4                 | Dione D'Agostini Chillemi                  | Brasil        | 30:19 |
| 5                 | Rita de Cássia Santos de Jesus             | Brasil        | 30:27 |
| 6                 | Marlene Flores                             | Chile         | 30:34 |
| 7                 | Selma Cândida dos Reis                     | Brasil        | 30:39 |
| 8                 | Miriam Pulido                              | Colômbia      | 30:54 |
| 9                 | Clara Morales                              | Chile         | 31:20 |
| 10                | Verónica Páez                              | Argentina     | 31:50 |
| 11                | Flor Venegas                               | Chile         | 32:54 |
| —                 | Miriam Caldasso                            | Brasil        | DNF   |

Equipe
| Maria Cristina Bernardo Vaqueiro Rodrigues | 2     |
| Rosângela Raimunda Pereira Faria           | 3     |
| Dione D'Agostini Chillemi                  | 4     |
| (Rita de Cássia Santos de Jesus)           | (5)   |
| (Selma Cândida dos Reis)                   | (7)   |
| (Miriam Caldasso)                          | (DNF) |

| Érika Olivera  | 1    |
| Marlene Flores | 6    |
| Clara Morales  | 9    |
| (Flor Venegas) | (11) |

* Nota: Os atletas entre parênteses não pontuaram para o resultado da equipe.

### Feminino sênior de curta distância (4 km)
Individual
| Posição           | Atleta                                     | Nacionalidade | Tempo |
| ----------------- | ------------------------------------------ | ------------- | ----- |
| Medalha de ouro   | Érika Olivera                              | Chile         | 14:05 |
| Medalha de prata  | Niusha Mancilla                            | Bolívia       | 14:11 |
| Medalha de bronze | María Paredes                              | Equador       | 14:15 |
| 4                 | Ana Claudia de Souza                       | Brasil        | 14:19 |
| 5                 | Marlene Flores                             | Chile         | 14:21 |
| 6                 | Rosângela Raimunda Pereira Faria           | Brasil        | 14:23 |
| 7                 | Maria Cristina Bernardo Vaqueiro Rodrigues | Brasil        | 14:27 |
| 8                 | Dione D'Agostini Chillemi                  | Brasil        | 14:30 |
| 9                 | Clara Morales                              | Chile         | 14:45 |
| 10                | Miriam Pulido                              | Colômbia      | 14:46 |
| 11                | Verónica Páez                              | Argentina     | 14:48 |
| 12                | Marina Claudia do Nascimento               | Brasil        | 14:48 |
| 13                | Mónica Amboya                              | Equador       | 15:04 |
| 14                | Gabriela Cevallos                          | Equador       | 15:12 |

Equipe
| Érika Olivera  | 1 |
| Marlene Flores | 5 |
| Clara Morales  | 9 |

| Ana Claudia de Souza                       | 4    |
| Rosângela Raimunda Pereira Faria           | 6    |
| Maria Cristina Bernardo Vaqueiro Rodrigues | 7    |
| (Dione D'Agostini Chillemi)                | (8)  |
| (Marina Claudia do Nascimento)             | (12) |

| María Paredes     | 3  |
| Mónica Amboya     | 13 |
| Gabriela Cevallos | 14 |

* Nota: Os atletas entre parênteses não pontuaram para o resultado da equipe.

### Feminino júnior (6 km)
Individual
| Posição           | Atleta                       | Nacionalidade | Tempo |
| ----------------- | ---------------------------- | ------------- | ----- |
| Medalha de ouro   | Lucélia de Oliveira Peres    | Brasil        | 22:39 |
| Medalha de prata  | Valquíria Silva Santos       | Brasil        | 23:17 |
| Medalha de bronze | Keli Aparecida de Godoy      | Brasil        | 23:38 |
| 4                 | Tatiane de Souza Sá          | Brasil        | 23:52 |
| 5                 | Claudia Ramírez              | Colômbia      | 24:07 |
| 6                 | Adriana Aparecida da Silva   | Brasil        | 24:26 |
| 7                 | Claudia Barajas              | Colômbia      | 25:06 |
| 8                 | Martha Roncería              | Colômbia      | 25:32 |
| 9                 | Josiene Sacramento Serqueira | Brasil        | 28:54 |

Equipe
| Lucélia de Oliveira Peres      | 1   |
| Valquíria Silva Santos         | 2   |
| Keli Aparecida de Godoy        | 3   |
| (Tatiane de Souza Sá)          | (4) |
| (Adriana Aparecida da Silva)   | (6) |
| (Josiene Sacramento Serqueira) | (9) |

| Claudia Ramírez | 5 |
| Claudia Barajas | 7 |
| Martha Roncería | 8 |

* Nota: Os atletas entre parênteses não pontuaram para o resultado da equipe.

### Feminino juvenil (3 km)
Individual
| Posição           | Atleta                      | Nacionalidade | Tempo |
| ----------------- | --------------------------- | ------------- | ----- |
| Medalha de ouro   | Michelli de Carvalho Inácio | Brasil        | 11:32 |
| Medalha de prata  | Débora Regina Gomes Ferraz  | Brasil        | 11:51 |
| Medalha de bronze | Raphaela Ribeiro de Lima    | Brasil        | 11:52 |
| 4                 | Janeth Grageda              | Bolívia       | 11:54 |
| 5                 | Fabiani da Silva            | Brasil        | 12:13 |
| 6                 | Silvia Hellweg              | Paraguai      | 14:05 |
| 7                 | Viviana Fretes              | Paraguai      | 14:43 |

Equipe
| Posição                     | Equipe | Pontos |
| --------------------------- | --- | ------ |
| Medalha de ouro             | Brasil · \| Michelli de Carvalho Inácio \| 1 \| \| Débora Regina Gomes Ferraz \| 2 \| \| Raphaela Ribeiro de Lima \| 3 \| \| (Fabiani da Silva) \| (5) \| | 6      |
| Michelli de Carvalho Inácio | 1 |        |
| Débora Regina Gomes Ferraz  | 2 |        |
| Raphaela Ribeiro de Lima    | 3 |        |
| (Fabiani da Silva)          | (5) |        |

* Nota: Os atletas entre parênteses não pontuaram para o resultado da equipe.

## Quadro de medalhas
| Ordem | País      | Medalha de ouro | Medalha de prata | Medalha de bronze | Total |
| ----- | --------- | --------------- | ---------------- | ----------------- | ----- |
| 1     | Brasil    | 12              | 6                | 4                 | 22    |
| 2     | Chile     | 4               | 1                | 0                 | 5     |
| 3     | Colômbia  | 0               | 3                | 1                 | 4     |
| 4     | Argentina | 0               | 2                | 1                 | 3     |
| 5     | Equador   | 0               | 1                | 2                 | 3     |
| 6     | Bolívia   | 0               | 1                | 0                 | 1     |
| 6     | Paraguai  | 0               | 1                | 0                 | 1     |
| 8     | Venezuela | 0               | 0                | 2                 | 2     |
|       | TOTAL     | 16              | 15               | 10                | 41    |

* Nota: O total de medalhas incluem  as competições individuais e de equipe, com medalhas na competição por equipe contando como uma medalha.

## Participação
De acordo com uma contagem não oficial, participaram 117 atletas de nove nacionalidades.
| - Argentina (7) - Bolívia (3) - Brasil (40) | - Chile (6) - Colômbia (11) - Equador (5) | - Paraguai (11) - Venezuela (6) |